# Limestone Creek
Limestone Creek – jednostka osadnicza w Stanach Zjednoczonych, w stanie Floryda, w hrabstwie Palm Beach.